# 月岡朝太郎
月岡 朝太郎（つきおか あさたろう、1911年3月7日 - 1984年）は、日本の自転車競技選手、指導者。

## 経歴
長野県下水内郡岡山村（現飯山市）に生まれ、1928年に上京し、法政大学専門部第二部政治経済学科卒業後、様々な職業を転々とする。1937年月刊雑誌『鉱業冶金』の編集長となり、1941年三井鉱業北越鉱山事業部長となる。また1937年には、日本自転車競技連盟関東支部が主催した第1回関東自転車断郊競走の実用車部門に出場したのをきっかけに、自転車競技に取り組み、1940年に予定されていた東京オリンピックの候補選手になった。
戦後、1947年に雑誌『自転車』を創刊、1949年には大宮競輪場の開設と同時に競輪予想紙「競輪新聞」（現在の赤競）を創刊。1950年に日刊プロスポーツ新聞社を創設して初代社長となった。また、1951年に東京都自転車競技連盟を創立して理事長となった。
日本アマチュア自転車競技連盟（日本自転車競技連盟の前身のひとつ）専務、副会長などを務め、海外に派遣される日本選手団の団長をしばしば務めた
。
1978年には、日刊プロスポーツ新聞社社長職を息子に譲り、会長となった。
1968年東京都教育委員会教育委員、1972年紺綬褒章受章。

## おもな著書
- 昭和史の花魁、日刊プロスポーツ新聞社、1971年
- 自転車競走、日刊プロスポーツ新聞社、1978年